# Loạn thị
Loạn thị là một tật về khúc xạ ở mắt. Ở mắt bình thường, các tia hình ảnh sau khi đi qua giác mạc thì được hội tụ ở một điểm trên võng mạc. Nhưng ở mắt loạn thị, các tia hình ảnh lại được hội tụ ở nhiều điểm trên võng mạc khiến cho người loạn thị thấy hình ảnh nhòe, không rõ. Nguyên nhân của loạn thị là giác mạc có hình dạng bất thường khiến khả năng tập trung ánh sáng của giác mạc bị giảm đi. Loạn thị có thể đi kèm với cận thị thành tật cận loạn, hoặc đi kèm với viễn thị thành tật viễn loạn.
Tên gọi khác của loạn thì ( quáng gà) 

## Kính trụ
Kính trụ là những kính có một mặt phẳng và một mặt hình trụ. Một kính trụ có thể coi như một sự chồng khít của rất nhiều thấu kính hội tụ (kính trụ hội tụ) hay phân kỳ (kính trụ phân kỳ)

### Tính chất
Một chùm sáng song song chiếu thẳng góc vào mặt phẳng của kính trụ, sau khi qua kính trụ sẽ tạo thành một tiêu tuyến song song với trục của kính trụ.
Mắt nhìn qua một kính trụ: một vật vuông ABCD được nhìn qua một kính trụ đứng dọc; nhìn như rộng ra nếu qua một kính trụ hội tụ và nhìn như hẹp lại nếu qua kính trụ phân kỳ. Nếu vật là tròn, nhìn hình sẽ là bầu dục.

### Giải pháp
Muốn trung hòa tác dụng của một kính trụ có 2 phương pháp:
- Gắn vào một kính trụ có cùng công suất nhưng khác dấu, có trụ song song (hệ thống này trở thành một tấm phẳng).
- Gắn vào một kính trụ có cùng dấu và công suất, trục thẳng góc (hệ thống trở thành một kính cầu). Vấn đề này có tầm quan trọng hàng đầu để điều chỉnh loạn thị.

Trong một hệ cầu – trụ nghĩa là tạo nên bởi sự phối hợp một kính trụ và một kính cầu, những kinh tuyến không cùng một độ cong và do đó không cùng một công suất. Người ta gọi "những kinh tuyến chính" là những kinh tuyến thẳng góc với nhau, trong đó độ cong, có cái tối đa, có cái tối thiểu.

## Định nghĩa
Một hệ quang học loạn thị cho ảnh của một điểm không phải là một điểm, mà là hai đường thẳng gọi là tiêu tuyến. Khoảng cách của hai tiêu tuyến xác định độ loạn thị. Tiêu tuyến trước tạo bởi kinh tuyến có triết quang cao nhất và tiêu tuyến sau bởi kinh tuyến có triết quang thấp nhất. Mỗi tiêu tuyến đều thẳng góc với kinh tuyến gốc. Về lý thuyết, không có mắt nào là hoàn toàn không loạn thị, nhưng trong thực tế người ta gọi là loạn thị khi có rối loạn về chức năng thị giác kiểu loạn thị mà bệnh nhân nhận thức được.

## Dấu hiệu nhận biết
Thạc sĩ, bác sĩ Mai Thị Anh Thư từ Bệnh viện mắt Hà Nội 2 cho biết, các dấu hiệu điển hình của loạn thị:
- Mắt mờ, nhìn hình ảnh bị mờ, nhòe đi.
- Tầm nhìn nhân đôi, nhìn một vật có thể xuất hiện 2 – 3 bóng mờ.
- Khó khăn khi nhìn ở bất kỳ khoảng cách nào.
- Một số biểu hiện kèm theo như: nhanh mỏi mắt, đau đầu, đau cổ, chảy nước mắt…

## Loạn thị do giác mạc
Loạn thị hầu hết là do giác mạc. Giác mạc ở đây không còn là một chỏm cầu với tất cả mọi kinh tuyến đều có cùng một bán kính cong mà nó thay đổi tùy theo kinh tuyến.
Thực ra giác mạc bình thường cũng không phải hoàn toàn là một phần của hình cầu. Kinh tuyến ngang có bán kính cong là 7,8 Milimét và dọc là 7,7 Milimét. Như vậy là có loạn thị giác mạc sinh lý. Độ loạn thị này được bù bằng độ loạn thị ngược lại của thể thủy tinh, nên có sự cân bằng khúc xạ và mắt được chính thị hóa. Người ta chia ra loạn thị đều và không đều.

### Loạn thị đều
Trong loạn thị đều, các kinh tuyến thay đổi dần dần từ kinh tuyến có triết quang cao nhất đến kinh tuyến có triết quang thấp nhất.
Những dấu hiệu thường thấy khiến người bệnh đi khám là:
- Song thị: hay gặp trong loạn thị nghịch hay loạn thị mất điều chỉnh. Loạn thị là nguyên nhân hay gặp nhất đối với song thị một mắt. Cần phải khám kỹ khi có hiện tượng trên.
- Quáng mắt: ánh sáng mặt trời làm mắt khó chịu là dấu hiệu khá điển hình và cần phải tìm xem có loạn thị không. Tất cả những rối loạn trên đều được giải thích theo kiểu nhìn của người loạn thị. Thật vậy, họ nhìn khá rõ những ảnh nằm trên tiêu tuyến gần võng mạc nhất. Đặt trước họ một mặt đồng hồ Parent, họ sẽ thấy rõ đường dọc hay các đường ngang.

#### Loạn thị cận
- Loạn thị cận đơn thuận: Tiêu tuyến trước nằm ngang trước võng mạc, tiêu tuyến sau đứng dọc trên võng mạc. Thị lực không điều chỉnh cũng vẫn khá tốt. Cần phải cảnh giác để không nhầm loại loạn thị này với loạn thị viễn có dạng trên do điều tiết. Ở trẻ em, nhất thiết phải khám kỹ sau khi đã nhỏ atropin để làm liệt điều tiết. Điều chỉnh loạn thị cận đơn thuận khá đơn giản bằng một kính trụ phân kỳ trục nằm ngang.
- Loạn thị cận đơn nghịch: tiêu tuyến dọc ở trước võng mạc. Điều chỉnh dễ dàng bằng một kính trụ phân kỳ trục đứng dọc.
- Loạn thị cận đơn chéo: làm thị lực giảm rất nhiều và thường gây mỏi mắt. Điều chỉnh bằng kính trụ phân kỳ trục chéo.
- Loạn thị cận kép, thuận, nghịch, chéo: Phải điều chỉnh kép: Điều chỉnh cận thị bằng cách đưa một tiêu tuyến vào đúng trên võng mạc, rồi đưa tiêu tuyến thứ hai về nằm trên tiêu tuyến thứ nhất. Điều chỉnh đôi khi khá tinh tế, người ta thường có xu hướng điều chỉnh quá mức tật cận thị.

#### Loạn thị viễn
- Loạn thị viễn đơn thuận: Tiêu tuyến dọc ở sau và tiêu tuyến ngang nằm trên võng mạc. Bệnh nhân có xu hướng là điều tiết để nhìn rõ, như vậy là tiêu tuyến sau được đưa về võng mạc, thị lực được tăng lên. Tiêu tuyến ngang ra trước võng mạc gây nên loạn thị cận giả. Điều chỉnh bằng kính trụ hội tụ trục dọc.
- Loạn thị viễn đơn nghịch: Tiêu tuyến dọc nằm trên võng mạc, tiêu tuyến ngang ở sau. Điều chỉnh bằng kính trụ hội tụ trục ngang.
- Loạn thị viễn đơn chéo: điều chỉnh bằng kính trụ hội tụ trục chéo.
- Loạn thị viễn kép thuận hay nghịch: cả hai tiêu tuyến đều ở sau võng mạc, người trẻ sẽ điều tiết để đưa tiêu tuyến dọc nằm trên võng mạc. Nếu loạn thị viễn kép thuận tiêu tuyến dọc ở sau và đưa về nằm trên võng mạc, thì tiêu tuyến trước ngang phải ở trước võng mạc, như vậy sẽ gây nên loạn thị cận giả. Nếu loạn thị viễn nghịch tiêu tuyến trước dọc được đưa về nằm trên võng mạc, còn tiêu tuyến sau ngang vẫn nằm sau võng mạc. Điều chỉnh thường gồm một kính trụ hội tụ và kính cầu hội tụ.

#### Loạn thị hỗn hợp
Có một tiêu tuyến ở trước võng mạc, còn tiêu tuyến kia ở sau. Nếu loạn thị thuận, tiêu tuyến trước ngang, tiêu tuyến sau dọc. Người trẻ điều tiết để đưa tiêu tuyến dọc về trên võng mạc. Như vậy giống như loạn thị cận đơn thuận.
Nếu loạn thị nghịch tiêu tuyến trước dọc và bệnh nhân không thể làm di chuyển nó được; tiêu tuyến sau ngang. Điều chỉnh gồm một kính trụ và một kính cầu có dấu ngược nhau. Sự phối hợp có thể hoặc là một kính trụ phân kỳ và một kính cầu hội tụ, hoặc ngược lại.
- Đo loạn thị: Người ta sử dụng máy Javal cho phép như chúng ta đã biết xem nó chồng lên nhau mấy bậc thang, chứng tỏ có sự khác nhau của độ cong các đường kinh tuyến chính. Nó không cho biết là loạn thị cận hay viễn. Cần phải nhắc lại rằng mắt chính thị cũng có loạn thị giác mạc là 3/4D; một sự chồng lên nhau 3/4 bậc thang là mắt bình thường.

Soi bóng đồng tử cho phép đánh giá chẩn đoán kiểu cận hay viễn và độ loạn thị. Tuy nhiên, soi bóng đồng tử chỉ ước lượng trục loạn thị một cách tương đối.
Trong mọi trường hợp cần phải hết sức lưu ý đến yếu tố điều tiết. Soi bóng đồng tử thật chu đáo trước khi thử kính là rất cần thiết. Như vậy sẽ tránh được nhiều sai sót.
- Điều chỉnh loạn thị: Điều chỉnh loạn thị, nhất là loạn thị kép là một trong những vấn đề khó nhất của tật khúc xạ.

Điều chỉnh với bảng thị lực. Dựa vào soi bóng đồng tử và máy Javal, người ta cho kính điều chỉnh rồi lấy thị lực. Sau đó tăng hoặc giảm số kính trụ, rồi kính cầu xem thị lực có khá hơn không. Kiểm tra lại trục của kính bằng cách di chuyển từ từ cứ 50 một về hai phía của trục, như vậy cho đến khi thị lực tăng lên.
Phương pháp này tương đối đơn giản cho phép đạt tới một sự điều chỉnh hoàn hảo trong đa số trường hợp. Tuy vậy có những trường hợp thật khó để tìm một cách chính xác trục của kính nếu chỉ căn cứ vào bảng thị lực. Bởi vậy người ta dùng hai phương pháp sau đây: sử dụng đồng hồ Parent hay Green và kính trụ chéo Jackson.
Đồng hồ Parent hay Green cho bệnh nhân thấy những kinh tuyến với những hướng khác nhau. Người loạn thị sẽ nhìn các đường, có đường rõ, có đường mờ. Sau khi được điều chỉnh tốt sẽ nhìn các đường rõ như nhau.
Kính trụ chéo Jackson là một dụng cụ có độ chính xác cao. Nó gồm hai kính trụ +0.25 và -0.25D hoặc +0.50D và -0.50D đặt thẳng góc với nhau. Hai gạch trắng và đỏ đánh dấu loại kính, số kính và trục kính. Thí dụ ta đặt kính trụ +0.25 thẳng đứng, tác dụng của hệ thống sẽ là +0.25 từ phải sang trái và -0.25 từ trên xuống dưới. Nó có cùng công suất như một hệ kính ghép (900 +0.50) -0.25 và ở vị trí ngược lại nó sẽ là (900-0.50)+0.25.
Khi đặt một hệ thống như vậy trước mắt chính thị hay mắt loạn thị đã được điều chỉnh hoàn toàn thì dù ở vị trí này hay vị trí khác, nó sẽ gây nên loạn thị hỗn hợp, một tiêu tuyến ở trước còn tiêu tuyến kia ở sau võng mạc, thị lực giảm.
Nếu loạn thị điều chỉnh chưa hoàn toàn thì ở một trong hai vị trí kính trụ sẽ làm cho tiêu tuyến dọc lại gần võng mạc và thị lực sẽ tăng, nếu ra xa thị lực sẽ giảm.
- Kết quả điều chỉnh loạn thị: Điều chỉnh loạn thị thường khó. Cần biết một số điểm sau đây: không thể đạt được một thị lực bình thường ở những bệnh nhân bị loạn thị nặng, nói chung là 6 đến 7/10.

Sự không tương xứng giữa kết quả của việc khám xét khách quan và sự điều chỉnh chủ quan không phải là ít gặp. Một số bệnh nhân bị loạn thị tới 2-3D (với máy Javal) nhưng thị lực vẫn là 10/10 và không thấy có gì khó chịu. Được vậy là nhờ điều tiết đã đưa tiêu tuyến dọc về trên võng mạc. Nhưng đến khoảng 40 tuổi việc tự điều chỉnh này sẽ trở nên rất khó khăn vì lực điều tiết giảm sút đi nhiều.
Ngược lại, một số bệnh nhân không bị loạn thị giác mạc, nhưng đeo kính trụ, thị lực cũng tăng, đó là có loạn thị do thể thủy tinh.
Sau hết là sự điều chỉnh kính ở một số bệnh nhân có thể thấy khác nhiều so với sự khám xét bằng máy Javal và soi bóng đồng tử. Như vậy là có thể có sự không tương ứng giữa trục lý thuyết và trục thực tế. Bởi vậy khi điều chỉnh kính trụ, chúng ta phải dò dẫm để đi đến kết quả thực tế tốt nhất.

### Loạn thị không đều
Thường do hậu quả của một dị dạng giác mạc như giác mạc hình chóp, do sẹo sau khi ghép giác mạc. Trong mọi trường hợp, khám với máy Javal cho thấy hai tiêu tuyến không thể chồng lên nhau.
Điều chỉnh rất khó. Phương pháp tốt nhất là dùng kính có khe cho mắt cần điều chỉnh và bảo người bệnh tự tìm một vị trí bất kỳ của khe sao cho thị lực tốt nhất. Vị trí này tương ứng với trục của kính trụ cần đeo rồi dần dần từng bước xác định công suất và dấu của kính trụ.
Trong các loạn thị không đều, một loại đặc biệt hay gặp là giác mạc hình chóp. Ở giai đoạn đầu, chẩn đoán không phải dễ dàng, phải khám bằng đĩa Placido mới phát hiện được. Vào những giai đoạn sau, chẩn đoán khá dễ, loạn thị rất nặng, đỉnh giác mạc rất mỏng.
Điều chỉnh rất khó, nếu còn kín đáo ở cả hai mắt và không tiến triển: có thể cho đeo kính. Nếu nặng ở cả hai mắt hoặc một mắt thì cho đeo kính tiếp xúc. Kính tiếp xúc còn có tác dụng làm ngừng quá trình phát triển của loạn thị không đều.
Ngày nay người ta thường điều chỉnh giác mạc hình chóp bằng kính củng mạc.

## Loạn thị không do giác mạc
Rất quan trọng, có thể:
- Loạn thị do thể thủy tinh – lệch thể thủy tinh. Hiếm hơn nữa là loạn thị do độ cong của thể thủy tinh hay do chiết suất.
- Loạn thị do võng mạc. Trên những người cận thị nặng, cực sau của nhãn cầu, đáng lẽ nằm trên mặt phẳng trước sau, lại bị lệch sang một bên (phình nhãn cầu về phía sau)